# Granace
Granace (in corso Granaccia, fino al 1859 Granaccia) è un comune francese di 92 abitanti situato nel dipartimento della Corsica del Sud nella regione della Corsica.

## Società

### Evoluzione demografica
Abitanti censiti